# Letronne (kráter)
Letronne je lávou zaplněný pozůstatek impaktního kráteru na Měsíci nacházející se v oblasti Oceanus Procellarum. Pojmenován je podle francouzského archeologa Jeana Antoine Letronna. Severní část kráteru je zakryta lávou úplně. Jihovýchodně od tohoto kráteru leží kráter Gassendi, severo-severozápadně kráter Flamsteed a západo-jihozápadně také lávou zalitý kráter Billy. Ve středu kráteru je malý shluk svahů, jinak je vnitřní část kráteru téměř hladká. Na západním okrajovém valu se nachází kráter Winthrop.

## Satelitní krátery

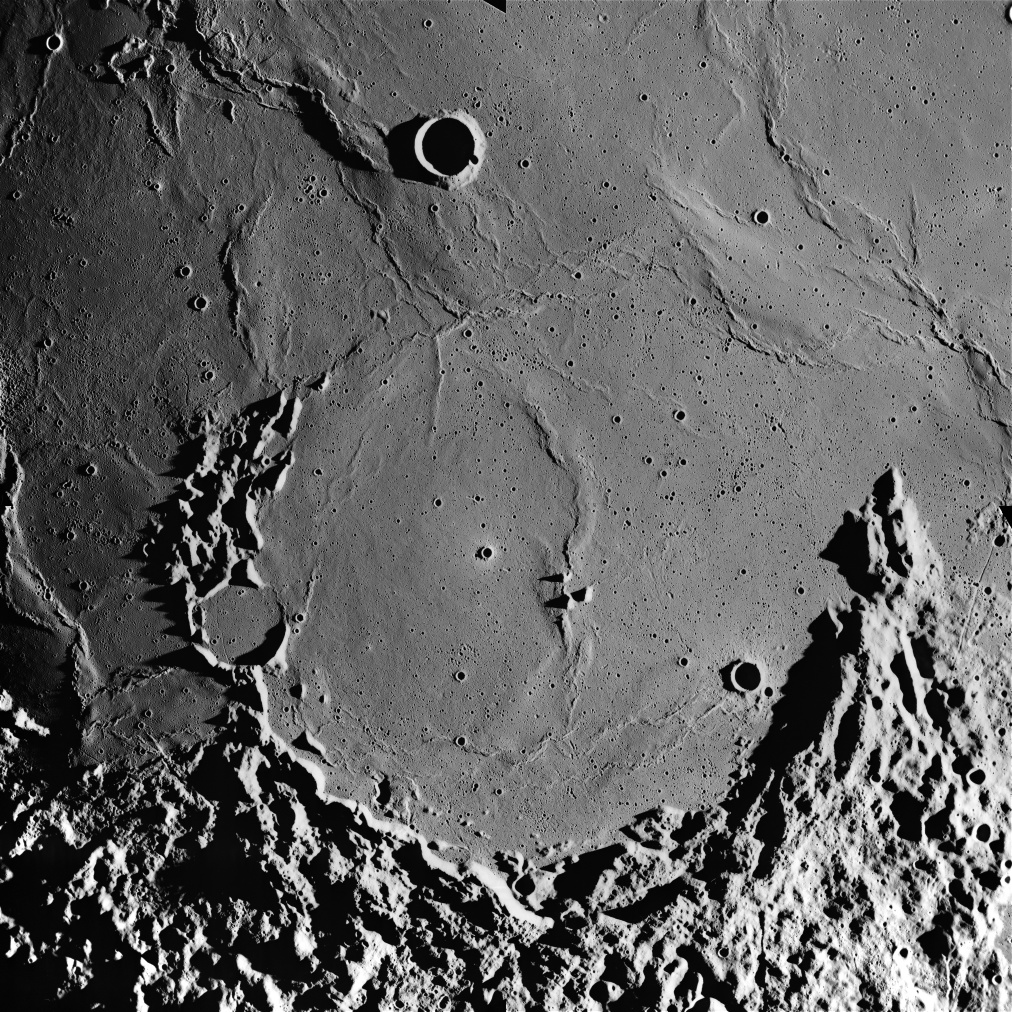
Snímek Letronne z mise Apollo 16.

V tabulce jsou krátery, které souvisí s kráterem Letronne.
| Letronne | Sel. šířka | Sel. délka | Průměr |
| -------- | ---------- | ---------- | ------ |
| A        | 12.1° J    | 39.1° Z    | 7 km   |
| B        | 11.2° J    | 41.2° Z    | 5 km   |
| C        | 10.7° J    | 38.5° Z    | 4 km   |
| F        | 9.2° J     | 46.1° Z    | 8 km   |
| G        | 12.7° J    | 46.5° Z    | 10 km  |
| H        | 12.6° J    | 46.0° Z    | 4 km   |
| K        | 14.5° J    | 43.6° Z    | 5 km   |
| L        | 14.3° J    | 44.3° Z    | 5 km   |
| M        | 12.0° J    | 44.1° Z    | 3 km   |
| N        | 12.3° J    | 39.8° Z    | 4 km   |
| T        | 12.5° J    | 42.6° Z    | 3 km   |

Dva satelitní krátery ke kráteru Letrone byly Mezinárodní astronomickou unií přejmenovány. Jsou to:
- Letronne D, přejmenován na Scheele.
- Letronne P, přejmenován na Winthrop.